# José Palmeiro Mendes
José Palmeiro Mendes OSB (* 3. Oktober 1941 in São Paulo, bürgerlich Paulo Palmeiro Mendes) ist Abt der Benediktinerabtei Nossa Senhora do Monserrate do Rio de Janeiro.

## Leben
José Palmeiro Mendes trat der Ordensgemeinschaft der Benediktiner bei und empfing am 24. Juni 1984  die Priesterweihe. Er wurde 1992 zum Abt von Nossa Senhora do Monserrate do Rio de Janeiro gewählt, der Papst Johannes Paul II. bestätigte am 21. Oktober 1992 desselben Jahres die Wahl. Bis zum 6. Mai 2003 hatte er als Abt der Territorialabtei Nossa Senhora do Monserrate do Rio de Janeiro, einer Abtei mit bistumsähnlicher Funktion, die Jurisdiktionsgewalt eines Bischofs, nicht aber dessen Weihegewalt, inne. Er war Mitglied der örtlichen Bischofskonferenz. 2003 ging die Funktion auf das Erzbistum São Sebastião do Rio de Janeiro über.